# Europarlamentari del Regno Unito della VIII legislatura
Gli europarlamentari del Regno Unito della VIII legislatura, eletti in occasione delle elezioni europee del 2014, sono stati i seguenti.

## Composizione storica
| Europarlamentare                | Lista                                      | Gruppo    |
| ------------------------------- | ------------------------------------------ | --------- |
| John Stuart Agnew               | Partito per l'Indipendenza del Regno Unito | EFDD      |
| Tim Aker                        | Partito per l'Indipendenza del Regno Unito | EFDD      |
| Lucy Anderson                   | Partito Laburista                          | S&D       |
| Martina Anderson                | Sinn Féin                                  | GUE/NGL   |
| Jonathan Arnott                 | Partito per l'Indipendenza del Regno Unito | EFDD      |
| Richard Ashworth                | Partito Conservatore                       | ECR       |
| Janice Atkinson                 | Partito per l'Indipendenza del Regno Unito | EFDD      |
| Amjad Bashir                    | Partito per l'Indipendenza del Regno Unito | EFDD      |
| Gerard Batten                   | Partito per l'Indipendenza del Regno Unito | EFDD      |
| Catherine Bearder               | Liberal Democratici                        | ALDE      |
| Louise Bours                    | Partito per l'Indipendenza del Regno Unito | EFDD      |
| Philip Bradbourn                | Partito Conservatore                       | ECR       |
| Paul Brannen                    | Partito Laburista                          | S&D       |
| David Campbell Bannerman        | Partito Conservatore                       | ECR       |
| James Carver                    | Partito per l'Indipendenza del Regno Unito | EFDD      |
| David Coburn                    | Partito per l'Indipendenza del Regno Unito | EFDD      |
| Jane Collins                    | Partito per l'Indipendenza del Regno Unito | EFDD      |
| Richard Corbett                 | Partito Laburista                          | S&D       |
| Seb Dance                       | Partito Laburista                          | S&D       |
| William (The Earl Of) Dartmouth | Partito per l'Indipendenza del Regno Unito | EFDD      |
| Nirj Deva                       | Partito Conservatore                       | ECR       |
| Anneliese Dodds                 | Partito Laburista                          | S&D       |
| Diane Dodds                     | Partito Unionista Democratico              | NI        |
| Ian Duncan                      | Partito Conservatore                       | ECR       |
| Bill Etheridge                  | Partito per l'Indipendenza del Regno Unito | EFDD      |
| Jill Evans                      | Plaid Cymru                                | Verdi/ALE |
| Nigel Farage                    | Partito per l'Indipendenza del Regno Unito | EFDD      |
| Raymond Finch                   | Partito per l'Indipendenza del Regno Unito | EFDD      |
| Vicky Ford                      | Partito Conservatore                       | ECR       |
| Jacqueline Foster               | Partito Conservatore                       | ECR       |
| Ashley Fox                      | Partito Conservatore                       | ECR       |
| Nathan Gill                     | Partito per l'Indipendenza del Regno Unito | EFDD      |
| Neena Gill                      | Partito Laburista                          | S&D       |
| Julie Girling                   | Partito Conservatore                       | ECR       |
| Theresa Griffin                 | Partito Laburista                          | S&D       |
| Daniel Hannan                   | Partito Conservatore                       | ECR       |
| Roger Helmer                    | Partito per l'Indipendenza del Regno Unito | EFDD      |
| Mary Honeyball                  | Partito Laburista                          | S&D       |
| Mike Hookem                     | Partito per l'Indipendenza del Regno Unito | EFDD      |
| Richard Howitt                  | Partito Laburista                          | S&D       |
| Ian Hudghton                    | Partito Nazionale Scozzese                 | Verdi/ALE |
| Diane James                     | Partito per l'Indipendenza del Regno Unito | EFDD      |
| Syed Kamall                     | Partito Conservatore                       | ECR       |
| Sajjad Karim                    | Partito Conservatore                       | ECR       |
| Afzal Khan                      | Partito Laburista                          | S&D       |
| Timothy Kirkhope                | Partito Conservatore                       | ECR       |
| Jude Kirton-Darling             | Partito Laburista                          | S&D       |
| Jean Lambert                    | Partito Verde di Inghilterra e Galles      | Verdi/ALE |
| Andrew Lewer                    | Partito Conservatore                       | ECR       |
| Linda Mcavan                    | Partito Laburista                          | S&D       |
| Emma McClarkin                  | Partito Conservatore                       | ECR       |
| Anthea Mcintyre                 | Partito Conservatore                       | ECR       |
| David Martin                    | Partito Laburista                          | S&D       |
| Clare Moody                     | Partito Laburista                          | S&D       |
| Claude Moraes                   | Partito Laburista                          | S&D       |
| James Nicholson                 | Partito Unionista dell'Ulster              | ECR       |
| Paul Nuttall                    | Partito per l'Indipendenza del Regno Unito | EFDD      |
| Patrick O'flynn                 | Partito per l'Indipendenza del Regno Unito | EFDD      |
| Margot Parker                   | Partito per l'Indipendenza del Regno Unito | EFDD      |
| Julia Reid                      | Partito per l'Indipendenza del Regno Unito | EFDD      |
| Molly Scott Cato                | Partito Verde di Inghilterra e Galles      | Verdi/ALE |
| Jill Seymour                    | Partito per l'Indipendenza del Regno Unito | EFDD      |
| Siôn Simon                      | Partito Laburista                          | S&D       |
| Alyn Smith                      | Partito Nazionale Scozzese                 | Verdi/ALE |
| Catherine Stihler               | Partito Laburista                          | S&D       |
| Kay Swinburne                   | Partito Conservatore                       | ECR       |
| Charles Tannock                 | Partito Conservatore                       | ECR       |
| Keith Taylor                    | Partito Verde di Inghilterra e Galles      | Verdi/ALE |
| Geoffrey Van Orden              | Partito Conservatore                       | ECR       |
| Derek Vaughan                   | Partito Laburista                          | S&D       |
| Julie Ward                      | Partito Laburista                          | S&D       |
| Glenis Willmott                 | Partito Laburista                          | S&D       |
| Steven Woolfe                   | Partito per l'Indipendenza del Regno Unito | EFDD      |

## Modifiche intervenute

### Partito Conservatore
- In data 08.01.2015 a Philip Bradbourn subentra Daniel Dalton.
- In data 17.11.2016 a Timothy Kirkhope subentra John Procter.
- In data 28.06.2017 a Vicky Ford subentra John Flack.
- In data 29.06.2017 a Andrew Lewer subentra Rupert Matthews.
- In data 08.09.2017 a Ian Duncan subentra Baroness Nosheena Mobarik.

### Partito Laburista
- In data 15.11.2016 a Richard Howitt subentra Alex Mayer.
- In data 29.06.2017 a Afzal Khan subentra Wajid Khan.
- In data 30.06.2017 a Anneliese Dodds subentra John Howarth.
- In data 03.10.2017 a Glenis Willmott subentra Rory Palmer.
- In data 31.01.2019 cessa dal mandato parlamentare Catherine Stihler, non venendo surrogata.
- In data 18.04.2019 cessa dal mandato parlamentare Linda Mcavan, non venendo surrogata.

### Partito per l'Indipendenza del Regno Unito
- In data 01.08.2017 a Roger Helmer subentra Jonathan Bullock.